# Holomelaena ndalla
Holomelaena ndalla är en fjärilsart som beskrevs av Bethune-Baker 1911. Holomelaena ndalla ingår i släktet Holomelaena och familjen nattflyn. Inga underarter finns listade i Catalogue of Life.